# Harmoye
Harmoye é uma comuna francesa na região administrativa da Bretanha, no departamento Côtes-d'Armor. Estende-se por uma área de 17,81 km². Em 2010 a comuna tinha 393 habitantes (densidade: 22,1 hab./km²).